# Pont du Prince Régent
Le pont du Prince Régent (en allemand, Prinzregentenbrücke) ou pont Luitpold (Luitpoldbrücke) est un pont en arc en pierre surplombant l’Isar, à Munich ; il relie les districts de Bogenhausen et de Lehel. 

## Histoire et description
Le pont, construit à l'origine en 1891 par Friedrich von Thiersch, s'est effondré à la suite de l'inondation de l'Isar en 1899 ; deux ans après l'effondrement, il fut reconstruit par l'architecte Theodor Fischer en 1901. Endommagé par la Seconde Guerre mondiale, il est rouvert en 1962 . 
L'édifice est dédié à Luitpold de Bavière. Il est monté sur le trône de la Bavière en tant que prince régent en 1886 à la place du roi Louis II, déclaré incapable de comprendre et de vouloir, et y est resté jusqu'à sa mort en 1912. 
Les 4 sculptures de pierre monumentales sur les bords du pont représentent les allégories des 4 peuples vivant en Bavière : les Bavarois, les Palatins, les Franconiens et les Souabes. 
Le pont est dominé par l'Ange de la Paix, une colonne monumentale surmontée d'un ange doré, tourné vers la France et tenant dans sa main un rameau d'olivier, qu'il tend à l'ancien ennemi en signe de réconciliation et de paix.